# Доброславка (Брестская область)
Добросла́вка (бел. Дабрасла́ўка) — деревня в Пинском районе Брестской области Белоруссии. В составе Бобриковского сельсовета. Население — 222 человека (2019).

## География
Добросла́вка расположена на автодороге Ганцевичи — Логишин Р105 в 45 км к северо-востоку от города Пинск. Ещё одна дорога ведёт из деревни в сторону деревни Камень. Местность принадлежит бассейну Днепра, через деревню течёт ручей, впадающий в реку Вислица.

## История
Деревня является давней собственностью князей Друцких-Любецких, на средства которых в 1758 году была построена Троицкая церковь.
- XIX век — центр волости Пинского уезда (17 деревень с 1229 жителями)
- 10 (23) сентября 1915 — в Троицком храме Доброславки прошло отпевание геройски погибшей накануне под деревней Мокрая Дубрава сестры милосердия 105-го пехотного Оренбургского полка Риммы Ивановой — единственной в истории России женщины, награждённой орденом Святого Георгия IV степени
- 20-30-е года XX века — центр гмины, включающей деревни Бобрик, Конотоп, Липники, Малая Плотница, Плоскинь, Пучины, Теребень, Чухово, Задубье, ряд частных владений и хуторов. Местное имение принадлежало Вере Хоментовской, собственность которой унаследовали сыновья Алексей и Дмитрий
- 1944 год — фашистами уничтожено 67 дворов, убито 16 жителей

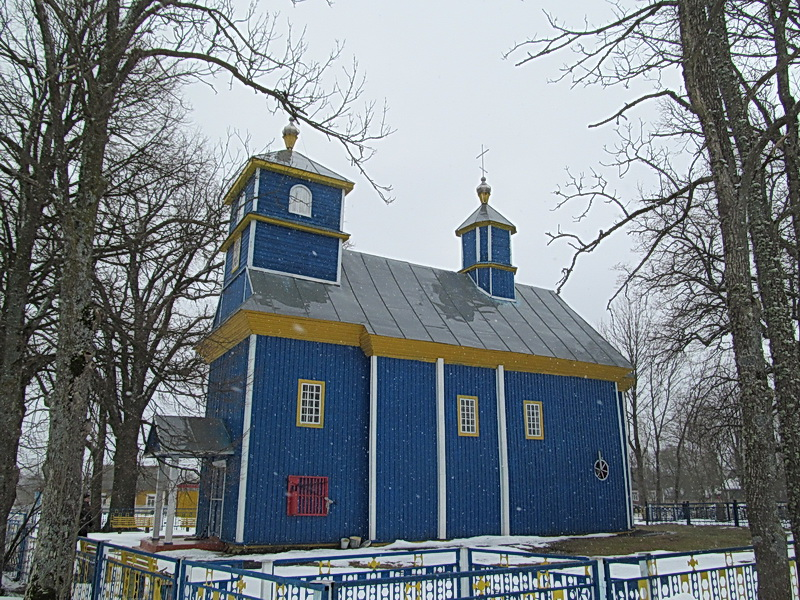
Троицкая церковь

- Троицкая церковьВ 1940—1954 годах деревня была центром Доброславского сельсовета, до 20 мая 1957 года входила в состав Лыщенского сельсовета[3]. После — отнесена к Бобриковскому сельсовету.

## Население

### Численность
- 2019 год — 222 жителей

### Динамика
- 2009 год — 348 жителей (перепись населения)
- 2019 год — 222 жителей (перепись населения)

## Достопримечательности
- Троицкая церковь (середина XVIII в.)[4][5]. Ширина апсиды 3,4 м, притвора — 5,7 м, основного объёма — 6,9 м. Церковь включена в Государственный список историко-культурных ценностей Республики Беларусь[6] —  Историко-культурная ценность Республики Беларусь, шифр 112Г000558.
- Часовня в районе кладбища (90-е годы XX века).

### Памятник, скульптура
- Мемориальная доска Римме Ивановой. Установлена на здании храма.